# 봉황망코리아
봉황망코리아는 1996년 설립된 중국 최상위 미디어 포털 봉황망의 봉황망 중한교류채널을 운영하는 대한민국 지사이자 대한민국 독립 법인이다. 한-중 양방향서비스의 목적으로 설립되었으며, 온라인 신문인 봉황망 중한교류채널(중국어)과 차이나포커스(한국어)를 창간했다.
표어는 "한중 정보 네트워크, 한중 정보의 온라인 실크로드"이며, 중국과 대한민국의 뉴스 콘텐츠를 제작하고 있다.

## 같이 보기
- 봉황망